# 10929 Chenfangyun
10929 Chenfangyun este un asteroid din centura principală de asteroizi.

## Descriere
10929 Chenfangyun este un asteroid din centura principală de asteroizi. A fost descoperit pe 1 februarie 1998 la Xinglong în cadrul programului Beijing Schmidt CCD Asteroid Program. Asteroidul prezintă o orbită caracterizată de o semiaxă mare de 3,16 ua, o excentricitate de 0,11 și o înclinație de 1,5° în raport cu ecliptica.